# Jacob Delafon
Pour les articles homonymes, voir Delafon.
Jacob Delafon était une entreprise spécialisée dans la conception et la fabrication de sanitaires, créée en 1889 et rachetée par la société Kohler France en 1986.
En 2003, la raison sociale de Jacob Delafon devient Kohler France, et Jacob Delafon en est une des marques commerciales.
En 2021, le groupe se sépare de ses dernières usines françaises et concentre sa production de sanitaires sur son site de Tanger (Maroc),.

## Histoire de Jacob Delafon
L'entreprise Jacob Delafon est fondée en 1889 par le coopérateur Émile Jacob (1850-1919) et le négociant parisien  Jean Alfred « Maurice » Delafon (1856-1933), qui anticipent le développement de l'hygiène et de l'hydrothérapie. Ils créent alors une usine à Pouilly-sur-Saône en Côte-d'Or et entreprennent la fabrication de sanitaires en grès émaillé. Emile Jacob possédait une autre usine à Navilly en Saône-et-Loire, fondée en 1873, pour la fabrication des tuiles mécaniques. Celle-ci sera secondée en 1882, par une deuxième tuilerie au hameau du Chapot à Ciel, en Saône-et-Loire (les tuileries n'ont pas été intégrées à la société Jacob Delafon).
Le développement de la fabrication des appareils sanitaires les amène à faire l'acquisition, en 1898, d'une usine à Damparis, village de la région de Dole dans le Jura connu pour son « marbre de Belvoye », un calcaire graveleux à mollusques de couleur beige rosé. Ce « granit-porcelaine » vaut rapidement à la société Jacob, Delafon et Compagnie une notoriété mondiale.
En 1912 Émile Jacob rachète la faïencerie Roux de Villers-les-Pots en Côte-d'Or qu'il dirige alors pour y fabriquer des appareils sanitaires en porcelaine (en particulier tous modèles de lavabos en granit-porcelaine) et y un installe en 1914 un impressionnant four tunnel de 110 mètres pour cuire le granit-porcelaine. La proximité de la Saône et de la gare d'Auxonne favorisent cette implantation. On y fabriquait en outre de grandes terrines en grès pour les poudreries et des briques de silice pour la construction des fours à acier,. Napoléon Bonaparte, lorsqu'il était sous-lieutenant à l'école d'artillerie d'Auxonne, fréquentait déjà le lieu de cette ancienne faïencerie de Villers-les-Pots, de 1788 à 1791, dont il dessina les jardins.
L'entreprise Jacob, Delafon et Compagnie est rachetée par la Société générale de fonderie en 1938.
Depuis le rachat des activités sanitaires de ce groupe en 1986, la marque Jacob Delafon appartient au groupe américain Kohler Company dont elle devient sa filiale française Kohler France.

Illustrations
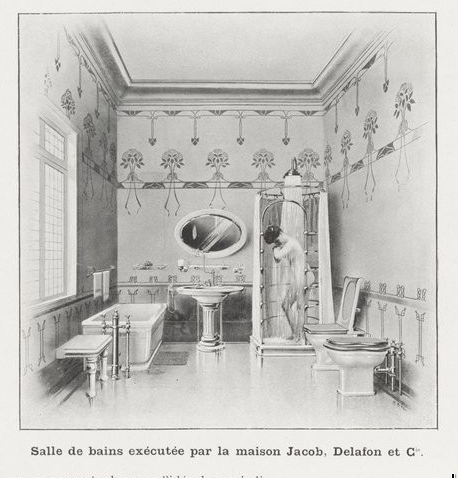
Salle de bain exécutée par la maison Jacob Delafon et Cie[11].
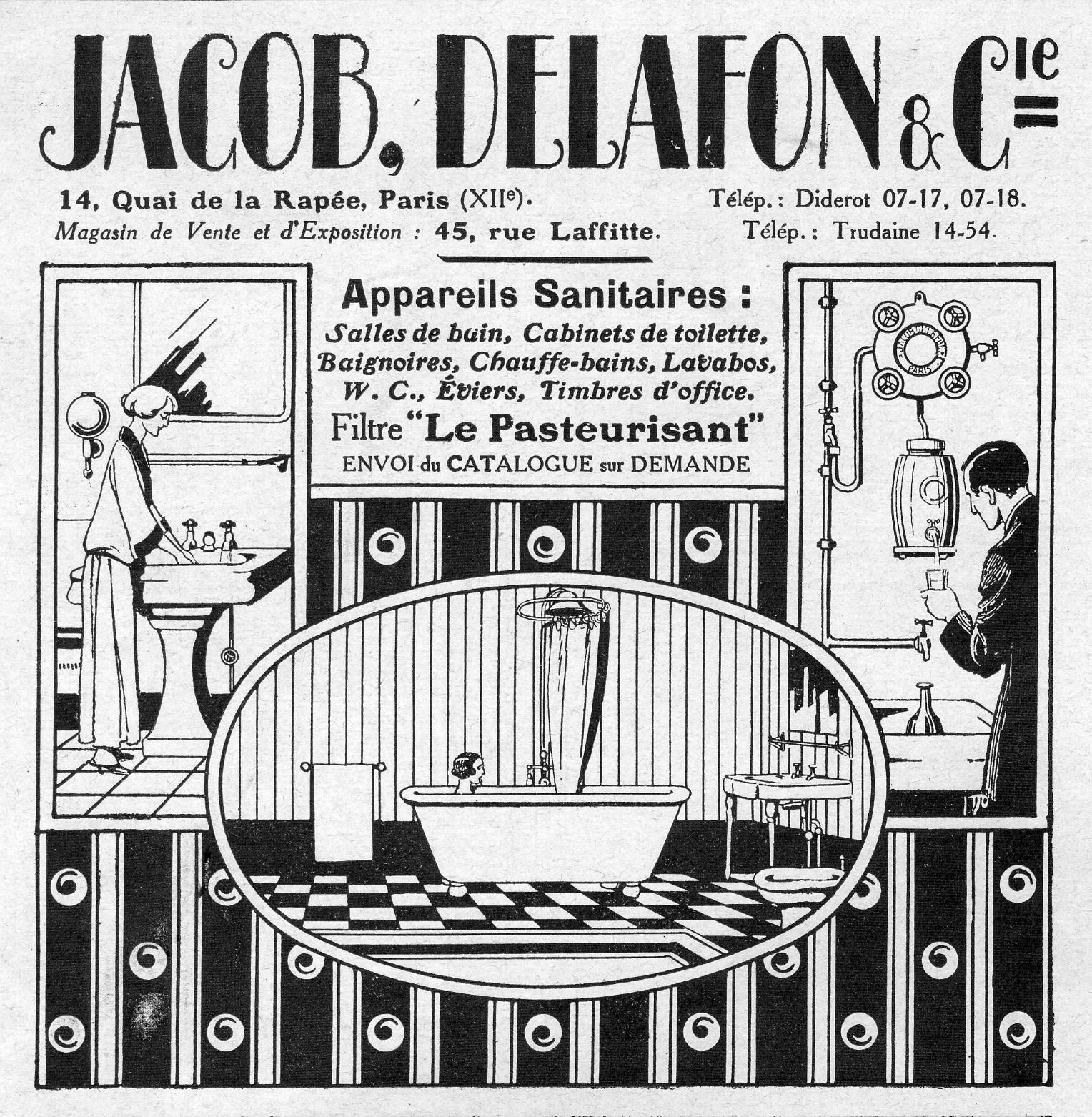
Réclame de 1924 (L'Illustration).
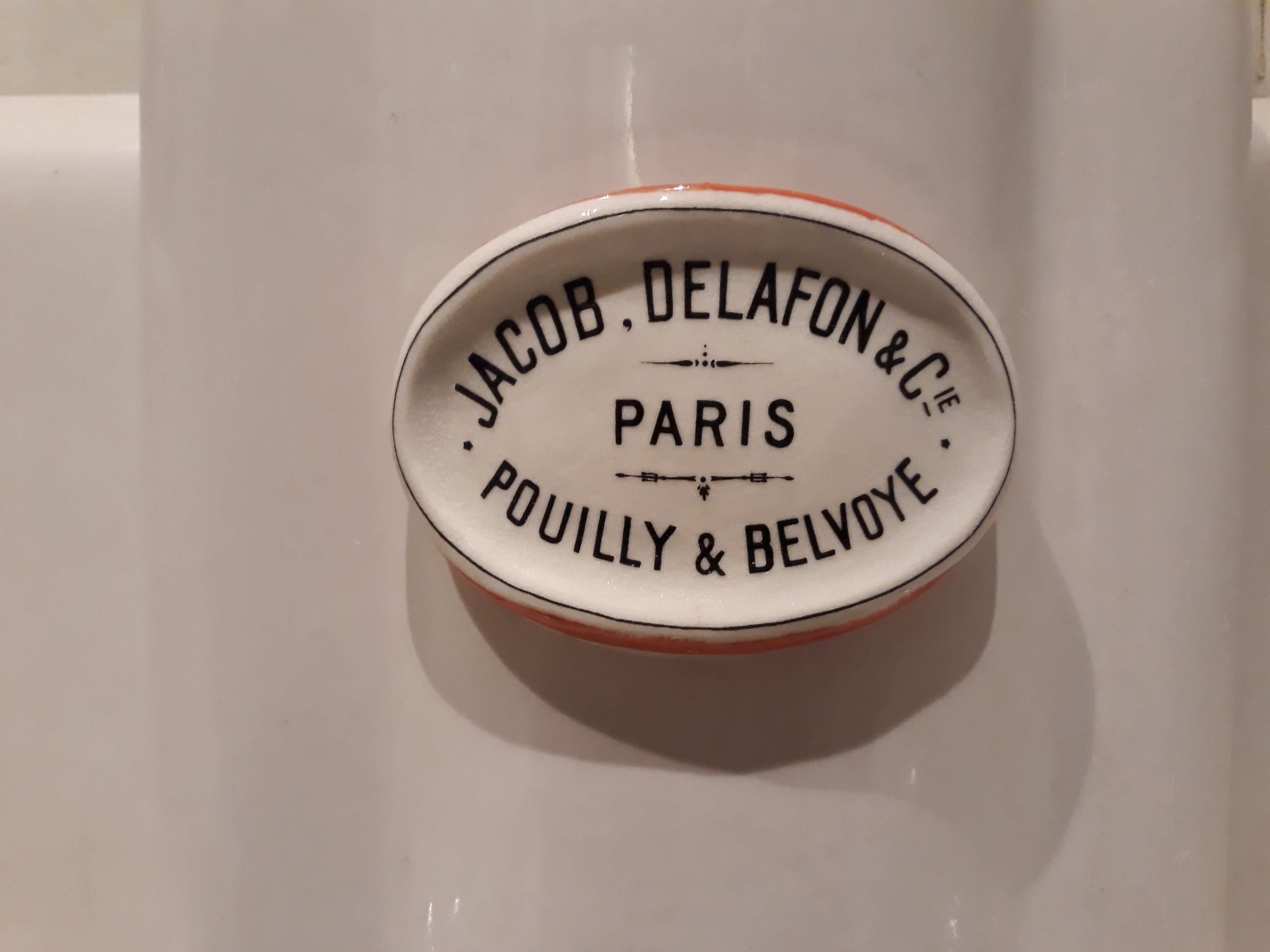
Marque imprimée.
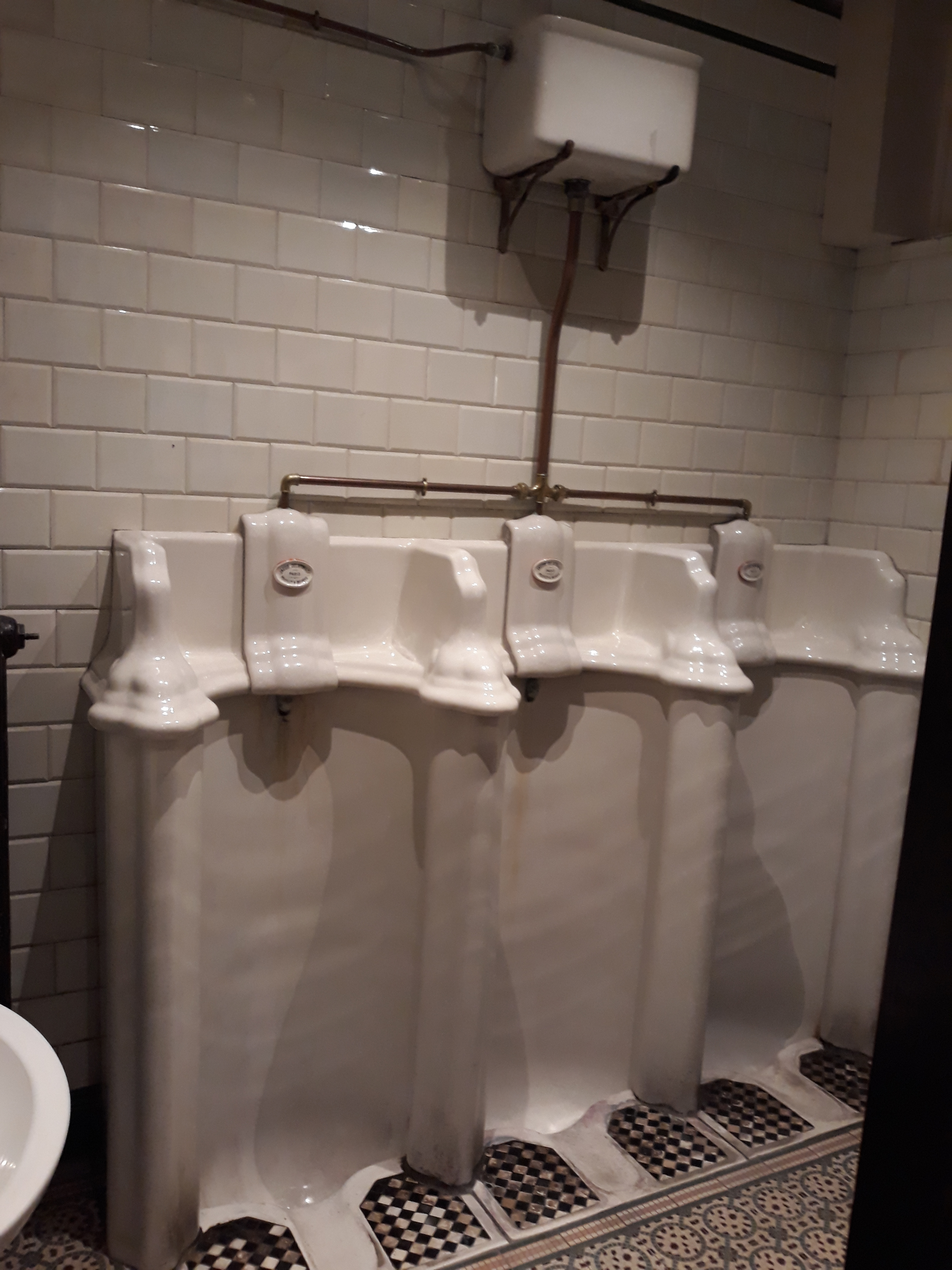
Urinoirs (1898) à Bruxelles.
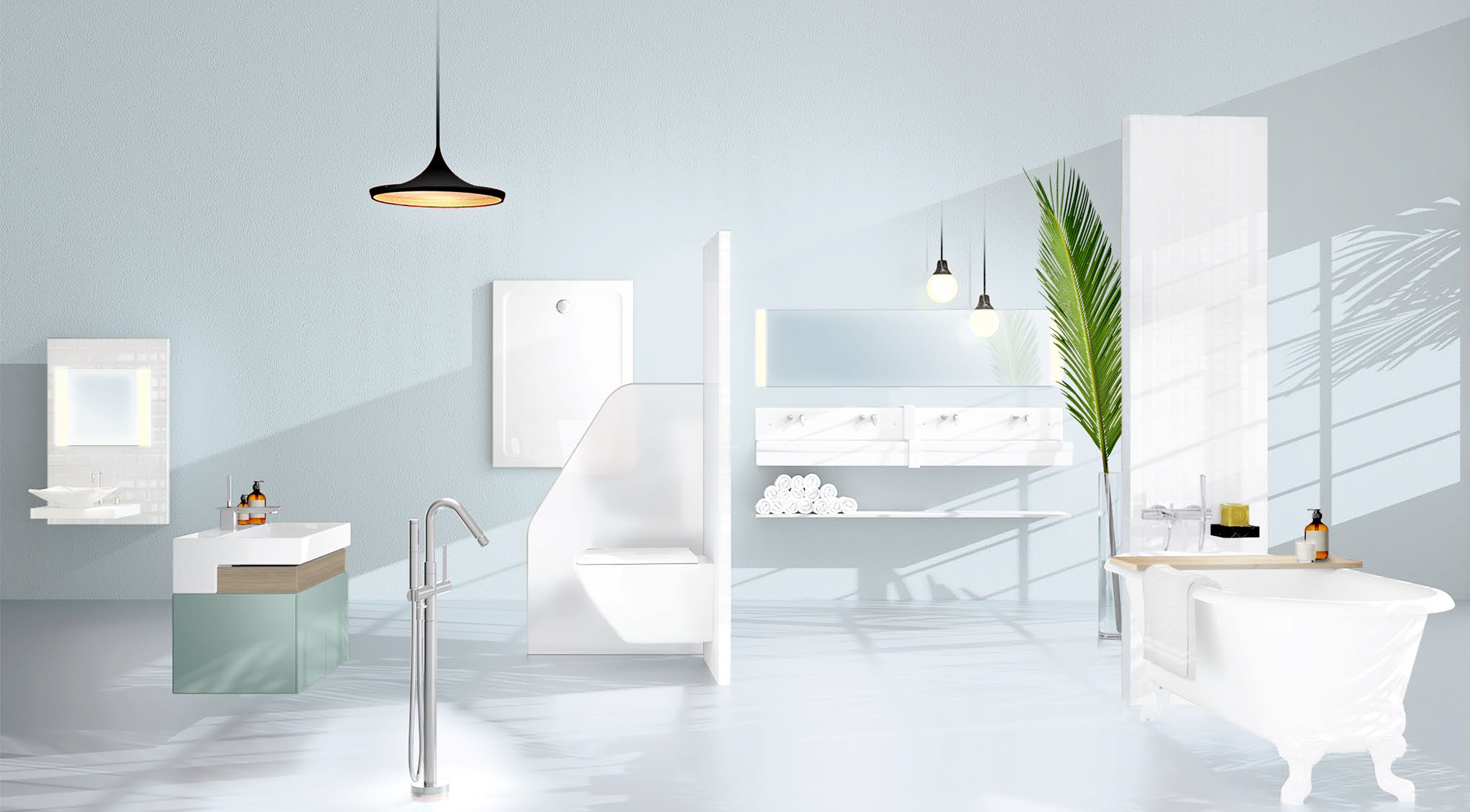
Une salle de bains design Jacob Delafon.

## Le Design
Jacob Delafon possède un bureau de design parisien composé de cinq designers, qui travaillent sur l'ensemble des éléments de la salle de bains (robinetterie, céramique, meuble, bain et douche) et définissent des collections complètes.

## Les implantations
Le groupe Kohler possédait quatre usines de production en France, dont deux dans le Jura :
- céramique Jacob Delafon à Damparis (Jura);
- meubles Sanijura à Champagnole (Jura) ;
- baignoires acrylique et balnéo à Troyes (Aube) et centre technique ;
- ligne d'assemblage de robinetterie à Reims (Marne).

En septembre 2020, le groupe Kohler décide de se séparer de deux usines françaises : Reims (29 salariés) et Damparis (151 salariés), : cette dernière ferme en août 2021. Le site de Damparis est racheté par la PME française Groupe Kramer, qui y implante une nouvelle filiale, la Jurassienne de céramique française, inaugurée en décembre[Quand ?].
Depuis 1980, Jacob Delafon est installé à Tanger (Maroc) ; en 2019, l'usine tangéroise comptait environ 500 salariés. La marque Jacob Delafon reste, comme Sanijura, la propriété de Kohler, qui produit désormais tous ses sanitaires au Maroc,.